# Jabłonowiec
Jabłonowiec es un pueblo de Polonia, en Mazovia. Se encuentra en el distrito (Gmina) de Trojanów, perteneciente al condado (Powiat) de Garwolin. Se encuentra aproximadamente a 10 km al oeste de Trojanów, 25 km al sur de Garwolin, y a 76 km al sureste de Varsovia. 
Entre 1975 y 1998 perteneció al voivodato de Siedlce.